# Igenév
Az igenév igéből képezhető átmeneti szófaj, amely az ige sajátosságait más szófajok tulajdonságaival ötvözi. A vonzatait, bővítményeit gyakran örökli az eredeti igétől, viszont a mondatban, amelybe kerül, a névadó másik szófaj tulajdonságait mutathatja. Személye, száma többnyire nincs (hacsak a másik szófaj ezt meg nem követeli), de lehet ideje, ill. aspektusa (egyidejű, előidejű, utóidejű), valamint igeneme (cselekvő vagy szenvedő). Alkalmas mondatrövidítő szerkezetek létrehozására.
A magyarban négy fajtáját ismerjük:
- főnévi igenév (énekelni) – vö. infinitivus
- melléknévi igenév (éneklő, [el]énekelt, [el]énekelendő) – vö. participium
- határozói igenév ([el]énekelve, [el]énekelvén) – vö. gerundium
- igei igenév (anyám énekelte dal)

Elvétve további olyan, igéből képzett főnevek is előfordulnak, amelyek gyakran az igenevekhez hasonló funkciót töltenek be (többek közt ‑tán/‑tén, ‑at/‑et és ‑t képzővel). Ezek igenévi besorolása nem lehetséges olyankor, ha nem őrzik meg eredeti igei vonzataikat (tárgy és/vagy határozó), hanem az igei tárgy birtokos jelző formájában kapcsolódik hozzájuk (vö. dalt énekelni, dalt éneklő, dalt énekelve, viszont a dal[nak a] hallatán), illetve ha -ás/-és képzős főnevekkel helyettesíthetők.
- Némelyek magukban is megállnak, ragozhatatlanok és határozói jelentésűek (hazafelé menet, visszafelé jövet),
- mások kötelezően a tárgyra vonatkozó birtokos személyjelet viselnek, és jellemzően egyféle rag kapcsolódik hozzájuk (valami láttán, hallatán, olvastán, illetve feladata végeztével),
- megint mások pedig az alanyra vonatkozó birtokos személyjelet viselik, és opcionálisan vagy akár kötelezően ragokat hordoznak (jártamban-keltemben, ott jártunkkor, röptében kapja el a legyet, valaki főztje, valaki léptei, valaki tudtával vagy tudtán kívül).